# Loi d'orientation agricole
Les lois d'orientation agricole sont des instruments législatifs visant à organiser l'agriculture en France et la politique agricole française. Chacune de ces lois marque donc des étapes décisives dans l'histoire rurale française et dans les priorités successives, complémentaires ou parfois opposées, fixées par l'État au développement agricole.

## Loino60-808du5 août 1960
La loi du 5 août 1960, promulguée sous le gouvernement Michel Debré, prévoit notamment:
- la réforme de l'enseignement agricole supérieur (l'École d'agriculture de Grignon devient ainsi l'École nationale supérieure d'agronomie de Grignon, tandis que le diplôme d'ingénieur agricole est remplacé par celui d'ingénieur agronome);
- la création des Sociétés d'aménagement foncier et d'établissement rural (SAFER ; statut codifié au livre I, titre IV du Code rural) et des groupements agricoles fonciers (GAF);
- définition de zones spéciales d'action rurale en vue de l'aménagement du territoire et fixant les investissements prioritaires (art.20);
- la création du label rouge (le premier est obtenu cinq ans plus tard par les volailles des Landes et du Périgord)

En 1975, Hubert Buchou, vice-président de la FNSEA et ancien président du CNJA,  présente ainsi la genèse de cette loi, qui inaugura la longue série des lois d'orientations agricoles à venir:
« Au cours des années 1950–1960, une nouvelle génération de jeunes agriculteurs se mobilisèrent pour « bâtir un monde plus humain ». Ils acceptaient l'idée de la diminution nécessaire et inéluctable du nombre d'agriculteurs. Mais ils voulaient que les agriculteurs aient la maîtrise du sol et de leur produit, et qu'ils exercent des responsabilités dans leur travail. Car leur hantise était la condition salariale. Ils voulaient ardemment intervenir sur les décisions politiques. Leur souhait, en se lançant dans le syndicalisme agricole, eût été que les syndicalistes de l'industrie suivent une voie parallèle mais, à la différence du leur, ce dernier s'est refusé à faire participer les travailleurs à l'orientation de l'économie.

Le hasard fit bien les choses. Il y avait d'un côté un mouvement de jeunes agriculteurs qui avaient conçu une nouvelle politique agricole et de l'autre, à partir de 1958, de nouvelles équipes politiques
soucieuses de voir l'agriculture épouser son siècle. De leur rencontre naquirent les lois d'orientation et
complémentaire :  »
Buchou précise que cette loi d'orientation doit être comprise avec la loi complémentaire du 8 août 1962.
Cette loi fit l'objet d'un recours suivi d'une décision importante du Conseil constitutionnel (décision 1962-18 L du 16 janvier 1962), selon lequel :
« les décisions du Conseil constitutionnel s'imposent aux pouvoirs publics et à toutes les autorités administratives et juridictionnelles ; que l'autorité des décisions visées par cette disposition s'attache non seulement à leur dispositif mais aussi aux motifs qui en sont le soutien nécessaire et en constituent le fondement même. »

## Loino62-933du8 août 1962
Dispositions principales :
- création du FASASA (Fonds d'action sociale pour l'aménagement des structures agricoles) et de l'indemnité viagère de départ
- création des associations départementales pour l'aménagement des structures des exploitations agricoles (ADASEA)

## Loino80-502du4 juillet 1980
Rapporteurs : Maurice Cornette (président du groupe de travail « agriculture » de l'UDR) ; Jacques Richomme (député UDF du Calvados, membre de la Commission spéciale du projet de loi d’orientation agricole en 1979).

## Loino94-114du10 février 1994
Arrêt de la délivrance des labels régionaux.

## Loino99-574du9 juillet 1999
Promulguée sous le gouvernement Jospin et préparée notamment par Bertrand Hervieu, nommé par la suite président de l'INRA, la loi du 9 juillet 1999 prévoit notamment :
- la création des zones agricoles protégées (ZAP) ;
- la création des documents de gestion de l'espace agricole et forestier.

## Loino2006-11du6 janvier 2006
Le site agriculture.gouv.fr présente ainsi la loi d'orientation agricole du 6 janvier 2006 :
« Adoptée par le Parlement le 22 décembre 2005, la loi d’orientation agricole a été promulguée par le Président de la République et publiée au journal officiel le 6 janvier 2006. Dans un contexte renouvelé par la réforme de la politique agricole commune et les négociations dans le cadre de l'Organisation mondiale du commerce, et face aux perspectives d’évolution de la démographie mondiale, l’agriculture est un secteur stratégique dont il convient d’adapter le cadre.

C’est la vocation de cette loi qui trace de nouvelles perspectives pour le secteur agricole et agroalimentaire. Elle fournit de nouveaux outils destinés à accroître sa compétitivité et à favoriser son adaptation au contexte international et aux enjeux environnementaux et sanitaires. »
L'un des rapporteurs de cette loi était le député UMP Antoine Herth, nommé secrétaire national de l'UMP chargé de l'agriculture en 2005, qui fut également le rapporteur du projet de loi sur les OGM, adopté en 2008.
Principales dispositions :
- création de l'Agence unique de paiement, établissement public à caractère industriel et commercial (EPIC) chargé du versement des aides de la politique agricole commune (PAC) et remplacé en 2009 par l'Agence de services et de paiement en étant fusionné avec le Centre national pour l'aménagement des structures des exploitations agricoles.
- création de trois pôles (végétal, animal et cultures spécialisées) qui seront en 2009 fusionnés dans FranceAgriMer :
  - création de l'Office national interprofessionnel des grandes cultures (ONIGC), par fusion de l'Office national interprofessionnel des grandes cultures (ONIC), du Fonds d'intervention et de régularisation du marché du sucre (FIRS) et de l'Office national interprofessionnel des oléagineux, protéagineux et cultures textiles (ONIOL). Cet établissement public à caractère industriel et commercial (EPIC) est l'héritier de l'Office national interprofessionnel du blé (ONIB) créé en 1936 par le Front populaire.
  - création de l'Office national interprofessionnel de l'élevage et de ses produits, par fusion de l'Office national interprofessionnel du lait et des produits laitiers (ONILAIT) et de l'Office national interprofessionnel de la viande (OFIVAL);
  - création de VINIFLHOR (le « pôle cultures spécialisées ») : regroupement de l'ONIVINS et de l'ONIFLHOR (ex-offices respectivement du vin et des fruits et légumes) ;
- modifications importantes du cadre défini par la loi du 28 décembre 1966 sur l'élevage (redéfinition des missions de l'INRA en ce qui concerne la sélection animale, création d’un statut de service d'intérêt général pour les activités des centres d'élevage et d'insémination artificielle (CEIA), redéfinition et évolution des missions des entreprises et organismes de sélection, création d’une interprofession génétique, redéfinition du rôle de l'État et de la Commission nationale d'amélioration génétique (CNAG), etc.) ;
- modifications du label rouge (créé par la loi de 1960) ;
- création du bail environnemental (décret no 2007-326 du 8 mars 2007[5]) ;
- charge l'Agence française de sécurité sanitaire des aliments (Afssa, fusionnée depuis dans l'ANSES) de l'autorisation des produits phytopharmaceutiques ;
- interdiction à compter du 1er janvier 2010 de la distribution au consommateur final à titre onéreux ou gratuit de sacs de caisse à usage unique en plastique non biodégradable (article 47). Introduite par les députés Francis Delattre et Marc Le Fur et soutenue par plusieurs industriels, dont le français John Persenda[6], PDG de Sphère, le décret nécessaire à son application n’a jamais été publié[7].